# كوبيه رباعية الأبواب

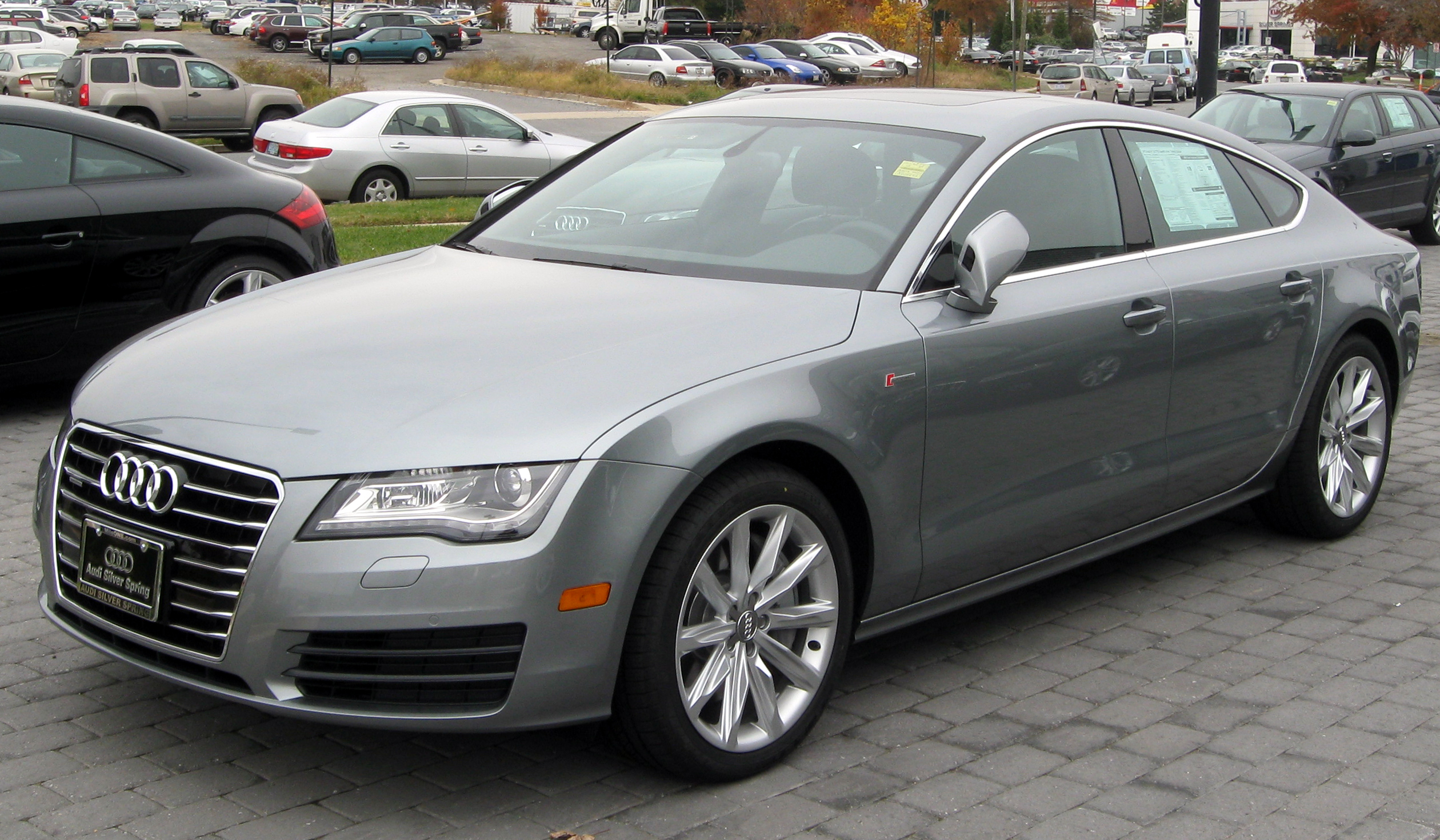
أودي A7

كوبيه رباعية الأبواب (أو سيارة 2+2 ) هو مصلطح لتصنيف نوع من السيارات الذي يدمج ما بين الأبواب الرباعية للمركبة الـسيدان مع الشكل الرياضي للمركبة الـكوبيه ذات السقف المنحني والتصميم الأيروديناميكي.

## أبرز السيارات من هذا الطراز
- مرسيدس بنز CLS ( أول مركبة تدخل هذا القطاع عام 2004 )
- أودي A7
- أودي A5 سبورت باك
- BMW الفئة السادسة جران كوبيه